# Furcifer balteatus
Furcifer balteatus är en ödleart som beskrevs av Duméril och Bibron 1851. Furcifer balteatus ingår i släktet Furcifer och familjen kameleonter. IUCN kategoriserar arten globalt som starkt hotad. Inga underarter finns listade i Catalogue of Life.
Arten förekommer på östra Madagaskar. Honor lägger ägg.